# Flula Borg
Flula Borg (* 28. März 1982 in Erlangen als Kristof Robinson), bekannt als Flula, ist ein in den Vereinigten Staaten lebender deutscher Webvideoproduzent, Schauspieler und DJ.

## Leben und Wirken
Der aus Deutschland stammende Künstler lebt im Stadtteil Los Feliz in Los Angeles, Kalifornien. Er spielte 15 Jahre lang Posaune. An der University of North Carolina at Chapel Hill fungierte er mehrere Jahre als Sportmaskottchen Rameses. Seit Februar 2007 produziert er in einer Mischung aus DJ, Entertainer, Schauspieler und Ein-Mann-Orchester sprach- und musikparodierende Videos fürs Netz.
Mit seinem YouTube-Kanal erreichte er bisher über 900.000 Abonnenten. Der Kanal wurde bisher 113 Millionen Mal aufgerufen. Flula setzt sich im Rahmen seiner Video-Serie „Auto-Tunes“ mit prominenten oder nicht prominenten Gästen ins Auto und singt mit diesen improvisierend Pop-Songs nach. In von einem Cheerleader-Paar der Dallas Mavericks gesteuerten Auto sang er z. B. im Duett mit Dirk Nowitzki den bis zum 31. Dezember 2015 bei YouTube über eine Million Mal aufgerufenen Stones-Song Satisfaction.
Seit 2008 tritt er auch in Film- und Fernsehproduktionen auf. Größere Bekanntheit erreichte er 2015 durch seine Nebenrolle als Pieter Krämer in der Musikkomödie Pitch Perfect 2. Das US-amerikanische Magazin The Hollywood Reporter stufte Borg 2015 als einen der Top 25 Digital Stars ein. Borg lebt seit 2012 überwiegend in den USA.
In der DC-Comicverfilmung The Suicide Squad übernahm er die Rolle des Javelin.

## Filmografie (Auswahl)
- 2008: Resurgent (Kurzfilm)
- 2012: Blow Me (Kurzfilm)
- 2013–2014: Auction Hunters (Fernsehserie, vier Folgen)
- 2013–2015: Rec X (Fernsehserie, sechs Folgen)
- 2015: Little Paradise
- 2015: The Cutuzzle (Kurzfilm)
- 2015: Photobomb (Fernsehserie)
- 2015: Pitch Perfect 2
- 2015: Little Paradise
- 2015: Alvin und die Chipmunks: Road Chip (Alvin and the Chipmunks: The Road Chip)
- 2016: Buddymoon
- 2016: Dirty 30
- 2016: Younger (Fernsehserie, zwei Folgen)
- 2017: Silicon Valley (Fernsehserie, eine Folge)
- 2017: Ferdinand – Geht STIERisch ab! (Ferdinand, Stimme)
- 2017: Workaholics (Fernsehserie, eine Folge)
- 2018, 2020: Archer (Fernsehserie, 2 Folgen, Stimme)
- 2018–2020: The Boss Baby: Wieder im Geschäft (The Boss Baby: Back in Business, Fernsehserie, 25 Folgen, Stimme)
- 2018: The Good Place (Fernsehserie, eine Folge)
- 2018: Chaos im Netz (Ralph Breaks the Internet, Stimme)
- 2020: Trolls World Tour (Stimme)
- 2021: The Suicide Squad
- 2022: Chip und Chap: Die Ritter des Rechts (Chip ‘n’ Dale: Rescue Rangers, Stimme)
- seit 2022: The Rookie (Fernsehserie)
- 2022: Luck
- 2022: Pitch Perfect: Bumper in Berlin (Fernsehserie, sechs Folgen)
- 2022: The Guardians of the Galaxy Holiday Special
- 2024: Der Spion von nebenan 2 (My Spy: The Eternal City)
- 2024: Bonhoeffer: Pastor. Spy. Assassin.

## Auszeichnungen
- 2024: Kulturpreis Bayern[16]